# Pir Panjal
Der Pir Panjal ist eine Berggruppe im Vorderen Himalaya.
Sie verläuft über eine Länge von 440 km von Ostsüdost nach Westnordwest durch den indischen Bundesstaat Himachal Pradesh, das von Indien verwaltete Gebiet von Jammu und Kashmir und das von Pakistan verwaltete Asad Kaschmir.
Die Durchschnittshöhe reicht von 1400 m bis zu 4100 m. Der Pir Panjal ist die größte Kette des Vorderen Himalaya. Östlich von Manali trennt er sich vom Himalaya und bildet die Wasserscheide zwischen den Flüssen Beas und Ravi auf der einen Seite und dem Chenab auf der anderen.
Weiter westlich durchschneidet der Chanab das Gebirge. Der Pir Panjal verläuft südlich und westlich des Kaschmirtals und endet am Flusstal des Nilam. Der Jhelam, der das Kaschmirtal entwässert, durchschneidet als zweiter Fluss den Gebirgskamm des Pir Panjal. Der Bergort Murree und die Berge des Galliat liegen ebenfalls in dieser Kette.

## Gipfel
Der Deo Tibba (6001 m) und der Indrasan (6221 m) sind wichtige Gipfel im Osten des Pir Panjal. Die Hill Station von Gulmarg in Kaschmir liegt ebenfalls in dieser Kette.

## Pässe
Der Pir-Panjal-Pass liegt westlich von Srinagar.
Der Banihal-Pass liegt im Quellgebiet des Jhelam (Vitasta) am südlichen Ende des Kaschmirtals. Banihal und Qazigund liegen an den jeweiligen Enden des Passes.
Der Sinthan-Pass verbindet Jammu und Kaschmir mit der Region Kishtwar.
Der Pir ki Gali verbindet das Kaschmirtal mit Rajouri und Punch über die Mughal Road. Der Pir ki Gali ist der höchste Punkt der Mughal Road und liegt im Südwesten des Kaschmirtals. Der Ort am Fuß des Pir Ki Gali ist Shupian.
Der Munawar-Pass liegt im Norden des Pir ki Gali bei Rajouri.
Der Munawar-Pass war Schauplatz einiger der schwersten Kämpfe während der Operation Gibraltar am Beginn des Zweiten Indisch-Pakistanischen Krieges. Der Pass wurde von Major Malik Munawar Khan Awan gehalten, der später die Garnison von Rajouri einnahm. Der Pass ist von den Einheimischen nach ihm benannt worden.
Der Rohtang-Pass liegt im Osten des Pir Panjal und verbindet Manali im Kullutal mit Keylong im Lahaultal.
Der Haji-Pir-Pass im westlichen Teil des Pir Panjal entlang der Straße von Punch nach Uri ist im von Pakistan verwalteten Teil von Kaschmir. Der Pass und die strategisch bedeutende Straße wurden von der indischen Armee 1947 im Ersten Indisch-Pakistanischen Krieg eingenommen.

## Tunnel

### Alter Banihal-Straßentunnel
Ein 2,5 km langer Tunnel durch den Pir Panjal unter dem Banihal-Pass verbindet Banihal mit Qazigund. Baubeginn war Anfang 1950 und die Eröffnung im Dezember 1956. Der Tunnel, der eine schneefreie Verbindung auf einer Höhe von 2100 m herstellt, wurde nach dem ersten Premierminister von Indien Jawahar Tunnel benannt. Für 150 Fahrzeuge am Tag konstruiert, wird er heute von mehr als 7000 Fahrzeugen benutzt. Deswegen wurde ein neuer weiter unten am Berg gelegener Tunnel geplant.

### Neuer Banihal-Straßentunnel
Baubeginn für den neuen 8,45 km langen Banihal-Qazigund-Tunnel war 2011. Da er niedriger liegt als der alte Tunnel, ist er weniger von Lawinen gefährdet.

### Rohtang-Straßentunnel
Der Rohtang-Tunnel liegt etwas westlich des Rohtang-Passes und stellt eine ganzjährige Verbindung auf dem Leh-Manali Highway sicher. Mit 9,02 km Länge ist er der längste Straßentunnel Indiens. Er wird die Entfernung zwischen Manali und Keylong um rund 45 km verkürzen. Der Tunnel liegt auf einer Höhe von 3100 m und der Pass auf 3978 m.

### Banihal-Eisenbahntunnel
Der Pir-Panjal-Eisenbahntunnel ist 11,215 km lang. Er verbindet Quazigund und Banihal und ist Teil der Bahnstrecke Jammu–Baramulla. Der Tunnel wurde am 26. Juni 2013 in Betrieb genommen. Er ist Indiens längster und Asiens drittlängster Eisenbahntunnel.